# Prudencio Cardona
Prudencio Cardona (San Basilio de Palenque, 22 de diciembre de 1951-Barranquilla, 4 de agosto de 2019) fue un boxeador profesional colombiano, campeón mundial en la categoría de peso mosca.

## Carrera

### Inicios
Prudencio Cardona hizo su debut en el boxeo profesional el 2 de noviembre de 1973 derrotando a Luis Ramos por decisión tras cuatro asaltos en Barranquilla, Colombia. Veintidós días después, Cardona logró su primera victoria por nocaut, noqueando a Humberto Ortega en cuatro asaltos también en Barranquilla. Los primeros siete combates de Cardona transcurrieron en la capital del Atlántico, ganando cinco de ellos por nocaut.
El 29 de septiembre de 1974 Cardona peleó fuera de Barranquilla por primera vez, perdiendo su invicto con Henry Díaz en Cartagena. Siete semanas después tuvo su primera competencia profesional en Bogotá, venciendo a Ben Villareal en dos asaltos el 23 de noviembre. Cardona ganó una pelea y perdió otra antes de tener su primer combate en el extranjero, el 9 de agosto de 1975, cuando se enfrentó a Luis Reyes Arnal en Caracas, Venezuela, derrotando a su rival por nocaut en el quinto asalto. Ganó siete combates más antes de regresar a Venezuela, donde boxeó contra "Botellita" Betulio González el 12 de marzo de 1977, siendo derrotado en el tercer asalto.
Cinco victorias siguieron a su derrota a manos de González. Éstas incluyeron una victoria por nocaut en el tercer asalto sobre Villareal en una revancha, una decisión tras diez asaltos sobre el futuro campeón mundial Alfonso López el 10 de marzo de 1978 y otra victoria contra un futuro campeón mundial, Luis Ibarra, por decisión tras diez asaltos el 30 de junio en Barranquilla.
Ibarra y Cardona tuvieron una revancha inmediata el 17 de febrero de 1979 en Colón, Panamá, con Ibarra vengando su derrota por decisión tras diez asaltos. El 15 de junio de ese año, Cardona hizo su debut en Asia perdiendo contra el futuro campeón mundial Seung-Hoon Lee por decisión en Corea del Sur. Sin embargo, ganó nueve de sus próximas diez peleas por nocaut, incluyendo victorias sobre Héctor Patri, Steve Whitstone y el medallista olímpico puertorriqueño Orlando Maldonado.

### Campeonato mundial
Estas nueve victorias convirtieron a Cardona en un peso mosca clasificado en el WBC y, el 20 de marzo de 1982, desafió a Antonio Avelar "El Poema", por el título de dicha categoría en Tamaulipas, México. Cardona se convirtió en campeón del mundo al noquear a Avelar en el primer asalto. Sin embargo, perdió el título en su primera defensa, siendo derrotado por el mexicano "El Chato" Freddie Castillo por una decisión unánime de quince asaltos el 24 de julio, también en México.
La carrera del púgil comenzó a retroceder, aunque pudo ganar el título nacional colombiano de peso mosca al derrotar a Toribio Velasco en tres asaltos el 14 de diciembre de 1985. Después de retener el título contra Josélo Pérez el 5 de abril de 1986 por decisión tras diez asaltos, Cardona perdió ocho combates consecutivos. El 27 de noviembre de 1987 obtuvo su última victoria como profesional, derrotando a Teófilo Centeno en Miami, Florida. En su carrera tuvo un récord de 40 victorias, 23 derrotas y un empate, con 27 victorias por nocaut.

### Fallecimiento
Cardona falleció a los 67 años el 4 de agosto de 2019 en la ciudad de Barranquilla, tras una larga lucha contra el Alzheimer y el Parkinson.